# Valentijn Dhaenens
Valentijn Dhaenens (Gent, 28 november 1976) is een Vlaams theater- en filmacteur.
Hij studeerde in 2000 af als meester in de Dramatische Kunst aan het Conservatorium van Antwerpen. Hij is medeoprichter van theatergezelschap SKaGeN dat sinds 2006 geniet van structurele subsidiëring van de Vlaamse Gemeenschap. Sinds 2017 is hij een van de vaste gezichten van het Brusselse stadstheater KVS.
Zijn doorbraak op de planken kwam in 2009 met zijn zelf geregisseerde monoloog: "DegrotemonD". De show was een ode aan de redevoering. Van deze voorstelling en ook zijn opvolger "DeKleineOorlog" maakte Dhaenens internationale versies en toerde ermee de wereld rond van de US over Azië, Canada tot in Australië. Met zijn derde monoloog "Onbezongen" won hij de Fringe First Award en de Lustrum Award op het Schotse theaterfestival Edinburgh Fringe. In 2021 ging  "Het Gezin Van Paemel" in première, een hedendaagse bewerking van het stuk van Cyriel Buysse - een technologisch hoogstandje waarin Dhaenens alle dertien rollen vertolkt. Hoewel alleen Dhaenens aan het woord is, is dit stuk echter geen monoloog. 
Dhaenens was naast zijn eigen voorstellingen te zien in producties van diverse grote en kleine theaterhuizen waaronder NTGent, Kaaitheater, Ontroerend Goed, HETPALEIS en De Roovers.
Bij een groter publiek is Dhaenens meestal bekend via zijn film- en televisierollen. Hij speelde onder andere in Meisje (Dorothée Van Den Berghe), Koning van de Wereld, S. (Guido Henderickx), Mr. Nobody (Jaco Van Dormael), After Day (Nico Leunen), Où va la nuit (Martin Provost) en Kom hier dat ik u kus (Sabine Lubbe Bakker/Niels van Koevorden) naar de roman van Griet Op de Beeck. Zowel de films De helaasheid der dingen (Felix Van Groeningen) als Girl (Lukas Dhondt) waarin hij speelde, werden meermaals wereldwijd gelauwerd, onder andere op het Filmfestival van Cannes met de Camera d'Or.
In de Nederlandse docufictie Stranger In Paradise (Guido Hendrikx) speelde Dhaenens de hoofdrol. De film werd genomineerd voor de European Film Awards, opende het International Documentary Film Festival Amsterdam in 2017 en won er de IDFA Special Jury Award. Op internationale festivals werd de film meermaals bekroond.
In 2022 reikte de beroepsvereniging De Acteursgilde hem de prijs uit 'Beste acteerprestatie in een theatervoorstelling 30+' uit voor zijn rol in  "Het Gezin Van Paemel". Hij werd ook twee keer genomineerd voor een Gouden Kalf, voor beste hoofdrol in een single play in May (2020) van Madja Amin en voor beste bijrol in Zomervacht (2023) van Joren Molter.
- Bibliothèque nationale de France: cb162100503 (data)
- Gemeinsame Normdatei: 1071497448
- International Standard Name Identifier: 0000 0001 1954 6837
- Library of Congress Control Number: no2010193986
- Nederlandse Thesaurus van Auteursnamen: 325716781
- Système universitaire de documentation: 153284986
- Virtual International Authority File: 122219527
- WorldCat: E39PBJt8gQbgMKYmJYdmkmBVmd